# Гібрид
Гібрид (від лат. hybrida — перемішування) — результат природного чи штучного схрещування між двома організмами різних таксонів.
- Гібриди між різними видами в межах того ж роду відомі як міжвидові гібриди.
- Гібриди між різними підвидами в межах видів відомі як внутрішньовидові помісі.
- Гібриди між різними родами відомі як міжродові гібриди.
- Також зустрічаються надзвичайно рідкісні міжродинні гібриди (наприклад, гібриди цесаркових).
- Окремим різновидом гібридів є цибриди — цитоплазматичні гібриди

Крім того, термін «гібрид» посилається на схрещування між популяціами, породами або культурними сортами рослин в межах видів. Таке значення часто використовується в сільському господарстві. Гібриди часто виводяться та вирощуються завдяки корисним характеристикам, що не присутні в материнських популяціях. У бджіл гібрид можливий тільки в межах того ж роду. Схрещування в межах одного виду це помісь, яка не є гібридом.
Перерозподіл генетичного матеріалу між популяціями називається гібридизацією.

## Латинські назви гібридів та культурних рослин[1]
Гібриди позначаються такими способами:
- формулою (назвами батьківських таксонів, що з'єднані знаком «×»);
- новою назвою зі знаком «×» між ними;
- назвою зі скороченим приписом hybr. або hibr. (від hybridus — гібридний).

Назви таксономічних одиниць гібридів можуть позначатися за допомогою префікса notho- (n-): nothospecies (n-species) — нотовид, але тоді знак «×» вилучається.

### Назви гібридів
Міжродові гібриди ніколи не носять назви таксона з батьківської пари. Їхня назва може бути представлена розгорнутою формулою або мозаїкою частин назв батьківських родів. 
Знак «×» ставиться перед гібриднородовою назвою: 
- Triticum aestivum × Secale cereale = × Triticale = × Triticale rimpaui (Wittm.) Müntz.

Багатородові гібриди, як правило, одержують нові назви, складені з імені або прізвища та закінчення -ara:
- Rhynchostylis × Acocentrum × Eucantha × Vanda = × Carrara.

Назви міжвидових гібридів можуть бути представлені в одному з таких варіантів:
- Asplenium septentrionale (L.) Hoffm. × A. trichomanes L. = Asplenium septentrionale (L.) Hoffm. × trichomanes L. = Asplenium alternifolium Wulf.

Аналогічно позначаються і назви внутрішньовидових гібридів.

### Назви культурних рослин
Культурні рослини, як правило, мають гібридне походження і належать до відповідного сорту чи культивару (cultivar від англ. CULTivated VARiety — культурний різновид). Поняття «сорт» («культивар») не рівнозначне якомусь таксономічному рангу, в тому числі внутрішньовидовому.
Сорт (культивар) — це сукупність культивованих рослин, що мають штучне походження, які відрізняються від інших певними ознаками, що зберігаються при розмноженні.
Усі гібридні сорти, що походять від однієї пари батьків, можуть бути визначені за допомогою колективної назви (якщо гібрид міжродовий) або колективного епітета (якщо гібрид міжвидовий):
- × Triticale rimpaui — колективна назва для всіх сортів Triticum × Secale;
- Lilium × sulphurgale — видовий епітет з колективним епітетом для всіх сортів схрещування L. regale × L. sulphureum.

Іноді в назвах батьківської пари гібриду використовуються знаки «♀» та «♂» або жіночий представник батьківської пари наводиться першим.
Назви сортів зазвичай не є латинськими й зберігають напис і вимову мови оригінатора (селекціонера). Назви сортів пишуться з великої літери, їх позначають одинарними лапками чи супроводжують скороченням cv. (від cultivar — сорт):
- Triticum aestivum «Безостая-1» — Пшениця м'яка «Безостая-1»
- Tulipa kaufmaniana Golden Sun — Тюльпан Кауфмана Golden Sun
- Camellia japonica × C. saluensis Danation — Камелія японська × К. салуенська Danation
- Hedera helix cv. Miss Moror — Плющ звичайний Miss Moror.

Видові (колективні) епітети у назвах сортів дозволяється не називати.
Якщо назви сортів є латинськими, то вони граматично узгоджуються з родовими назвами: Taxus baccata Prostrata — Тис ягідний Prostrata, або форма простерта.
Сорти кожної культури складного походження можуть об'єднуватися за формальними ознаками у садові класи (або садові групи):
- Tulipa Lilyflowered Alladin (L) Тюльпан класу Лілієцвіті, сорт Alladin з групи Пізньоквітучих (L = англ. Late)
- Begonia hibrida Elatior = B. × elatior hort. — Бегонія гібридної групи Elatior; hort. = hortulanorum, тобто (селекції) садівників.

Повна назва сорту містить відомості про колективну назву чи колективний епітет, відомості оригінатора і рік реєстрації:
- Rosa Gloria Dei. HT. (F. Meilland, 1945),
- або Rosa Gloria Dei. Чг. (F. Meilland, 1945),
- або Троянда Глорія Деі. Чг. (F. Meilland, 1945): Чг. (HT). — Чайно-гібридні троянди (Hybr. Tea).

Принципи формування та позначення класів і груп сортів різні для кожної культури й обумовлюються у відповідних монографіях.
Якщо в назві культурної рослини стоїть знак «+», а не «×», то йдеться про так звану щеплену химеру — результат зростання тканин різних рослин (не статевий, а вегетативний гібрид). Химери бувають міжродові та міжвидові, а позначення їхніх сортів утворюються аналогічно назвам статевих гібридів та їх сортів. Однак колективні назви та епітети щеплених химер не повинні збігатися з назвами та епітетам статевих гібридів тих же рослин. Наприклад:
- Syringa + correlata (Syringa × chinensis + S. vulgaris)
- Syringa + correlata (Бузок × китайський + Б. звичайний) + Crataegomespilus dardsarii (Crataegus monogyna + Mespilus germanica) + Crataegomespilus dardsarii (Глід одноматочковий + Мушмула германська)

## Перший гібридний вид птахів
В лісах Амазонії знайшли перший гібридний вид птахів. Жовтошапочні піпрі, рідкісні амазонські тропічні птахи, які є першими «природними» гібридними пернатими на території Америки й, ймовірно, Землі в цілому. Піпрі — невеликі тропічні птахи з родини горобиних. Вони живуть в лісах Амазонії й відрізняються строкатим забарвленням.